# Luisa Etxenike
Luisa Etxenike Urbistondo (San Sebastián, Guipúzcoa, 10 de julio de 1957) es una escritora española.

## Biografía
Luisa Etxenike nació en San Sebastián en 1957. Es licenciada en Derecho. Entre sus aficiones se encuentran el birdwatching y el tiro con arco.

## Trayectoria
Buena conocedora de la literatura escrita por mujeres, ha participado en diversos trabajos literarios. Además de eso, ha gestionado en San Sebastián y en varios pueblos de Guipúzcoa talleres de lectura y escritura. Coordinadora de los Encuentros Internacionales de Escritoras que se celebran en San Sebastián desde 1987. Directora de la fiesta literaria Un mundo de Mujeres. Colabora en distintos medios de comunicación, tanto en prensa escrita como en radio. Ha sido miembro de la comisión de redacción de la revista Grand Place. Y también ha trabajado en trabajos de traducción. Es columnista de opinión del diario El País en la edición del País Vasco. Es la inspiradora y directora de Canal Europa, un espacio abierto para la circulación del saber, el debate y el pensamiento crítico. Es también directora del festival literario Un mundo de escritoras y desde hace varios años dirige un taller de escritura creativa.

## Publicaciones

### Novelas
- Llevar en la piel (2023)
- Cruzar el agua (2022)
- Aves del Paraíso (2019)
- Absoluta presencia (2018)
- El detective de sonidos (2011)
- El ángulo ciego (2008)
- Los peces negros (2005)
- Vino (2000)
- El mal más grave (1997)
- Efectos secundarios (1996)
- Querida Teresa (1988)

### Libros de poesía
- El arte de la pesca (2015)

### Teatro
- La Entrevista/The interview (2016) coautora junto con el físico y escritor Gustavo Ariel Schwartz.
- La herencia
- Gernika es ahora (para radio)

### Relatos
- Ejercicios de duelo (2001)
- La historia de amor de Margarita Maura (1990)

### Traducciones
- Alguien vivo Pasar, Claude Lanzmann
- Algo negro, Jacques Roubaud
- La cabeza de Paul Verlaine,  Jean-Michel Maulpoix
- Después de los campos, la vida, Virginie Linhart

## Reconocimientos
- Francia le otorgó el premio de Caballero de la Orden de las Artes y las Letras en 2007.[7]
- Ganó el premio Euskadi de Literatura en 2009 con la novela El ángulo ciego (2008).[8]
- En 2013 el Municipio de San Sebastián le otorgó la medalla del mérito de Ciudadano Donostiarra.[7]
- XXXII Premio de Teatro Ciudad de Guadalajara Antonio Buero Vallejo 2016 por La herencia.[9]